# Lahnerkopf
De Lahnerkopf is een 2121 meter hoge berg in de deelstaten Beieren (Duitsland) en Tirol (Oostenrijk).

## Geografie
De Lahnerkopf maakt deel uit van de Allgäuer Alpen. Ten noorden van de berg bevindt zich de Älpelekopf. Ten zuidwesten van de Lahnerkopf ligt de Schänzlespitze en ten oosten de Kastenkopf. De Lahnerkopf maakt deel uit van de bergkam Rauhhornzug.